# Broderstorf
Broderstorf är en kommun och ort i Landkreis Rostock i förbundslandet Mecklenburg-Vorpommern i Tyskland.
Kommunen ingår i kommunalförbundet Amt Carbäk tillsammans med kommunerna Poppendorf, Roggentin och Thulendorf.